# Aneuclis unica
Aneuclis unica là một loài tò vò trong họ Ichneumonidae.